# Азербайджанская эмигрантская литература
Азербайджанская эмигрантская литература (азерб. Azərbaycanın mühacirət ədəbiyyatı) — литература на азербайджанском языке, написанная за пределами государства/автономии Азербайджана эмигрантами. Считается частью азербайджанской литературы.

## Предыстория
В начале XIX века в эмиграции пребывали такие политические и культурные деятели, как Сеид Нигари, Сади Гарабаги, Себати, Сераджи и др.

## Этапы
Развитие азербайджанской эмигрантской литературы можно разделить на 4 этапа:

### I этап (1909—1920)
Основы азербайджанской эмигрантской литературы были заложены в 1909—1910 годах. В эти годы царское правительство проводило на Кавказе различные реформ, в результате которых был ужесточен контроль над деятельностью свободомыслящих людей Азербайджана. Среди видных представителей интеллигенции можно назвать Али-бека Гусейнзаде, Ахмед-бека Агаева, Мамед Эмина Расулзаде, Мухаммед Хади и др. Во время своего пребывания в Иране Мамед Эмин Расулзаде приступил к изданию первой в Иране газеты, соответствующей европейским стандартам — «Ирани-Ноу». В этой газете публиковались его литературные статьи, стихи и переводы. Вынужденный в мае 1911 года под давлением российского посольства уехать в Османскую империю, Расулзаде опубликовал в журналах «Тюрк Юрду» и «Сабилюррашад» серию статей «тюрки Ирана». Жившие в то время в Стамбуле Али-бек Гусейнзаде и Ахмед-бек Агаев также работали в различных органах печати и обществах: «Тюркский очаг», «Иттихад ве теракки» и т. д.

### II этап (1920—1941)
С падением Азербайджанской Демократической Республики начался второй этап эмиграции. На этом этапе, охватывающем 1920—1941-е годы, наряду с политическими деятелями Азербайджана, были вынуждены покинуть страну десятки представителей интеллигенции, ученых, писателей: Алимардан-бек Топчубашев, Джейхун Гаджибейли, Мирза Бала Мамедзаде, Алмас Йылдырым, Абдулвахаб Юрдсевер, Керим Одер, Ахмед Джафероглу, Аббасгулу Казимзаде, Мамед Али Расулоглу, Гусейн Байкара, Мамед Садыгов, Уммульбану (Банин) и другие.
Этот этап эмигрантской литературы также разнообразен по жанрам: поэзия, проза, литературная критика, литературоведение, публицистика.
Ряд произведений Уммульбану, таких, как «Нами» (1943), «Дни Кавказа» (1945), «Дни Парижа» (1947), «Встреча с Эрнстом Юнкером» (1951), «Потом» (1961), «Чужая Франция» (1968), «Зов последней надежды» (1971), «Последний ход Ивана Бунина» стали частью французской прозы.
Художественное наследие Самеда Агаоглу в основном собрано в книгах «Воспоминания о Страсбурге», «Зуррият», «Учитель Гафур», «Большая семья», «Человек в клетке», «Советская Российская Империя» и т. д. Особое место в исследованиях Ахмеда Джафероглу, тюрколога, литературоведа азербайджанского происхождения, занимают исследования по древнетюркским письменным памятникам, проблемам фольклористики, литературоведения, классической и современной азербайджанской литературе. Он являлся редактором журналов «Тюрк амаджы», «Азербайджан юрд бильгиси», «Тюрк дили ве эдебияты», издаваемых Стамбульским университетом.

### III этап (1941—1979)
Третий этап Азербайджанской эмигрантской литературы связан в основном с периодом Великой Отечественной войны. Произведения писателей этого периода увидели свет в издаваемой в Германии газете «Азербайджан», а также в турецкой прессе. Среди деятелей этого периода можно выделить таких писателей и публицистов, как Сулейман Текинер, Абай Даглы, Абдуррахман Фаталибейли (Дуденгинский), Алазан Байджан, Мухаммед Кенгерли, Меджид Мусазаде и др. На этом этапе особенно развит мемуарный жанр: «Воспоминания о Сталине» (М. Э. Расулзаде), «Жизнь прошла» (Сурея Агаоглу), «Воспоминания о борьбе за независимость Азербайджана» (Наги Шейхзаманлы) и т. д.
После падения национального правительства в Южном Азербайджане в 1945—1946 годах ряд видных деятелей (Сеид Джафар Пишевари, Мухаммед Бирия, Хамза Фатхи, Ходжума Биллури, Балаш Азероглу, Медина Гюльгюн, Гуламрза Сабри Тебризи, Гуламгусейн Саади, Мухаммедали Махмуд, Хамид Нитги эмигрировали в Советский Азербайджан. Тем самым в азербайджанской литературе появился новый раздел под названием «Южная тема».

### IV этап (1979 — современный период)
Последний этап эмиграции начался в связи с формированием исламского режима в Южном Азербайджане (1979), а также рядом политических изменений в бывшем Советском Союзе (усиление национально-освободительного движения, «перестройка», «гласность» и др.). После восстановления независимости в Азербайджане в 1991 году, в различных странах, населенных азербайджанцами, ускорилась организационная работа, появились новые центры, очаги и общества. Заключительный этап эмиграции связан также с масштабным развитием прессы. Если в предыдущие годы азербайджанская эмигрантская пресса охватывала в основном Турцию и европейские страны, то в настоящее время эмигрантская пресса издается во многих странах мира, от Соединенных Штатов Америки до Японии.
Поэтическое наследие эмиграции представлено именами Гамида Нитги, Мухаммедали Махмуда, Турхана Гянджеви, Гуламирзы Сабри Тебризи, Алирзы Мияналы и др. Среди азербайджанских писателей, занимающихся литературной деятельностью в эмиграции, можно отметить Нуриду Аташи, Азера Абильбейли, Вугара Демирбейли и др.
В последние годы расширяется связь Азербайджанской эмигрантской литературы с эмигрантской литературой других тюркских народов.

## Отдел Азербайджанской эмигрантской литературы
Отдел Азербайджанской эмигрантской литературы был создан решением Ученого совета Национальной Академии Наук Азербайджана от 4 июля 2013 года (протокол № 4) и начал свою деятельность в качестве временной структурной единицы на основании приказа № 82 от 10 июля 2013 года. Постановлением Президиума НАНА Азербайджана № 21/6 от 17 октября 2013 года отдел был преобразован в постоянную структурную единицу.